# 少女歌劇
少女歌劇（日语：／ shōjo kageki）是少女等年輕女子演出的歌舞秀、音樂劇、轻歌剧、御伽歌劇等以音樂、芝居、舞蹈為中心的日本特有舞臺藝術。
少女歌劇誕生於大正至昭和初期少年少女音樂隊風潮，之後發展為只有女子的歌舞秀。表演此種藝術的團體常稱少女歌劇團，寶塚歌劇團、OSK日本歌劇團、松竹歌劇團並稱三大少女歌劇。